# SIX Swiss Exchange
SIX Swiss Exchange AG (tidligere SWX Swiss Exchange) med base i Zürich er Schweizs primære børs (Den anden er Berne Exchange). SIX Swiss Exchange handler med securities såsom schweiziske statsobligationer og derivater såsom aktioptioner.
Det primære aktieindeks for SIX Swiss Exchange er Swiss Market Index (SMI). Indekset består af de 20 væsentligste aktier der er noteret på SIX Swiss Exchange.
SIX Swiss Exchange var den første børs i verden til at implementere et fulauktomatisk handels-, clearing- og afregningssystem i 1995. Børsen styres af en forening af 55 banker. Alle banker har ens stemmerettigheder i forhold til beslutninger der vedrører ledelse og reguleringer. 
SIX Swiss Exchange driver et jointventure med Deutsche Börse "Eurex", der er verdens største indenfor futures og derivathandel. 
I 1995 erstattede børsen et traditionelt handelssystem i Genova (fra 1850), i Basel (fra 1866) og Zürich (fra 1873) med et fuldautomatisk system. 
Virksomheden fusionerede med SIS Group og SIX Telekurs i 2008 og blev til SIX Group.